# 瓜生島

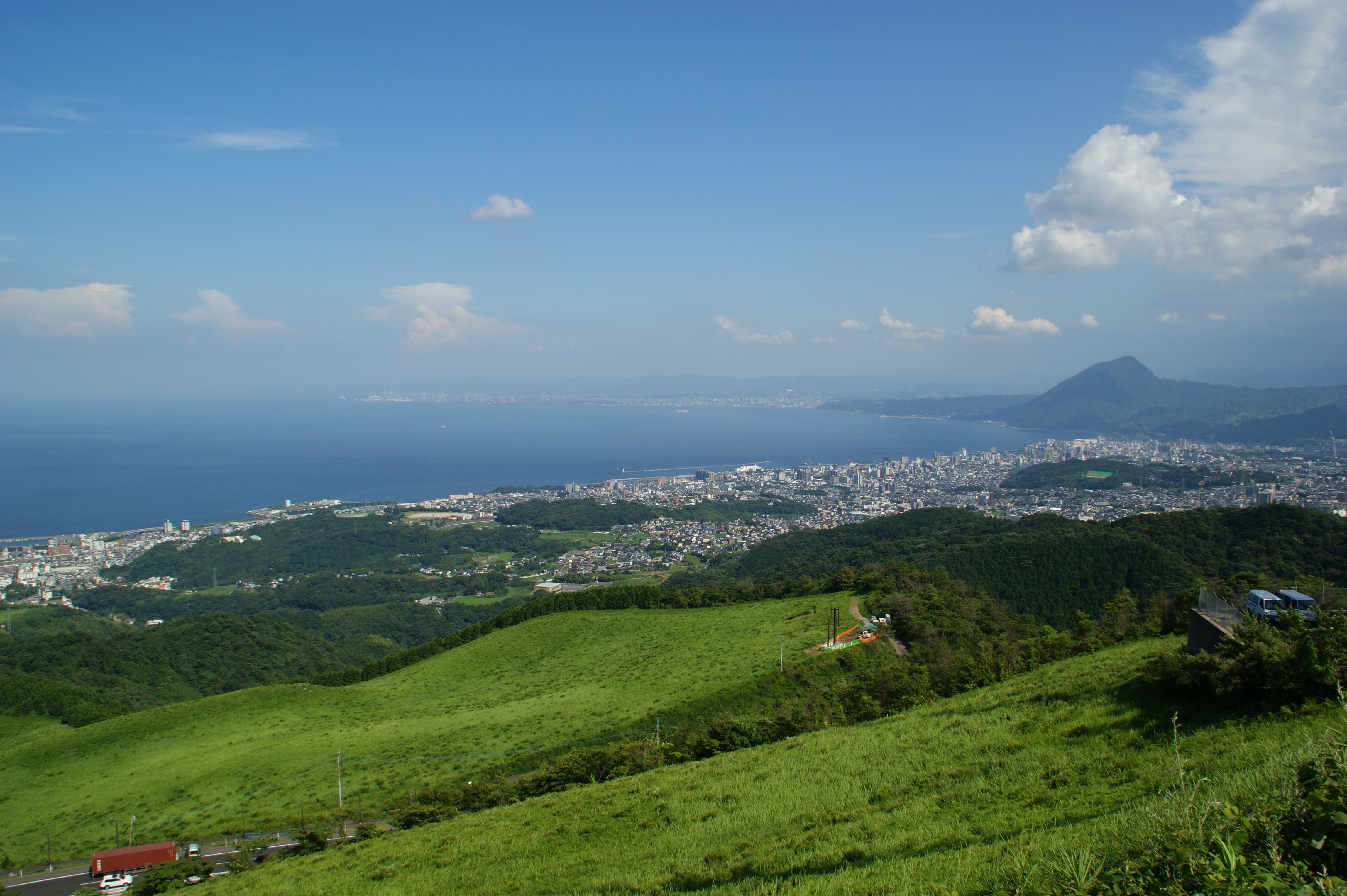
曾存在瓜生島的別府灣

瓜生島（うりゅうじま）是大分縣別府灣，在安土桃山時代1日之間陸沉的島。別名沖之濱（おきのはま）。

## 概要
島是否曾存在有諸說，根據『豐府紀聞』等古記錄記載的傳說，瓜生島位在距離九州本土（現大分市）400至500公尺的別府灣外海，即大分川的現在河口付近，島的周圍約12公里、推定人口約5千人。島上有蛭子神社，據說蛭子像（惠比壽像）的臉被人塗紅，島因而遭到水沒的報應。『豐府聞書』、『豐府紀聞』記載，瓜生島是因1596年9月4日（文祿5年閏7月12日）的地震（慶長豐後地震）而沉沒。
因為一夜之間陸沉的共通點，所以也被稱作日本的亞特蘭提斯。

## 脚注
1. ↑  人文社編集部 『日本の謎と不思議大全 西日本編』 人文社〈ものしりミニシリーズ〉、2006年、134頁、ISBN 978-4-7959-1987-7
2. ↑  「日本のアトランティス」液状化で沈む? 大分「瓜生島」 （页面存档备份，存于） 朝日新聞、2012年10月7日

## 關連項目
- 亞特蘭提斯

## 外部連結
- 瓜生島考 （页面存档备份，存于）